# Съюз на националните сили
Съюзът на националните сили (на арабски: تحالف القوى الوطنية) е политическа коалиция в Либия.
Тя е създадена в началото на 2012 година, в навечерието на първите избори, след падането на режима на Муамар Кадафи, и обединява почти 300 политически и неправителствени организации. Лидер на организацията е Махмуд Джибрил, временен министър-председател на страната по време на Гражданската война през 2011 година.
На изборите през 2012 година Съюзът на националните сили получава 49% от гласовете.